# جهاز واجهة المستخدم البشرية
جهاز واجهة المستخدم البشرية هو نوع من أجهزة الحاسوب التي تستمد مدخلاتها من البشر.
كان مهندس الحاسوب مايك فان فلاندرن الذي عمل في شركة مايكروسوفت هو أول من صاغ هذا المفهوم عندما اقترح على لجنة منتدى مُنفّذي المسرى التسلسلي العام إنشاء مجموعة عمل مخصصة لفئة أجهزة الحواسب ذات الإدخالات البشرية، ثُم أعيد تسمية هذه الفئة لاحقًا، بناءًا على مقترح قدمه توم شميدت أحد العاملين بشركة ديجيتال إكوبمينت نظرًا لأن المعيار المقترح كان يدعم الاتصال ثنائي الاتجاه، لتُصبح معروفة حاليا باسم أجهزة واجهة المستخدم البشرية.

## التاريخ
اعتمد معيار أجهزة واجهة المستخدم البشرية لأول مرة خلال منتدى منفذي المسرى التسلسلي العام بهدف تعزيز الابتكار في أجهزة إدخال الحواسب الشخصية وتبسيط عملية تركيبها. قبل طرح مفهوم أجهزة واجهة المستخدم البشرية، كانت أجهزة الحواسب الشخصية عادةً ما تأتي متوافقة مع بروتوكولات إدخال محددة بدقة باستخدام الفأرة ولوحة المفاتيح وأذرع التحكم. فعلى سبيل المثال، كان بروتوكول الفأرة القياسي آنذاك يدعم البيانات النسبية على المحورين س وص، بالإضافة إلى الإدخال الثنائي لما يصل إلى زرين، دون دعم الإصدارات القديمة. تطلبت جميع ابتكارات الأجهزة إما زيادة تحميل استخدام البيانات في بروتوكول موجود بالفعل، أو إنشاء برامج تشغيل مخصصة للأجهزة، وترويج بروتوكول جديد للمطورين، على حين توفر جميع أجهزة واجهة المستخدم البشرية حزمًا ذاتية الوصف، قد تحتوي على أي عدد من أنواع البيانات والتنسيقات، ويقوم برنامج تشغيل أجهزة واجهة المستخدم البشرية بتحليل البيانات، والسماح بالربط الديناميكي بين بيانات الإدخال والإخراج وبين وظائف التطبيق، مما مكّن من الابتكار والتطوير السريع، والتنويع الواسع لأجهزة واجهة المستخدم الجديدة.
بدأ تطوير معيار أجهزة واجهة المستخدم البشرية على يد لجنة عمل تضم ممثلين عن عدة شركات بارزة كما هو واضح من قائمة المشاركين في وثيقة تعريف فئة أجهزة واجهة المستخدم البشرية. كان مهندسا الحاسوب مايك فان فلاندرن ومانوليتو آدان هما أول من صاغ مفهوم البروتوكول القابل للتوسيع والواصف ذاتيًا في البداية أثناء عملهما على تطوير مشروع رابتور الخاص بشركة مايكروسوفت، وبشكل مستقل عن ستيف ماكجوان، الذي عمل على تطوير مشروع إس آي إم وهو بروتوكول جهاز لسماعة الواقع الافتراضي في إف إكس1 وملحقاتها استنادًا إلى معيار مسرى أكسيس أثناء عمله في شركة فورت تكنولوجيز. كان بروتوكول إس آي إم أيضًا ذاتي الوصف وقابلًا للتوسيع، إلا أنه ركز بشكل أكبر على أجهزة المحاكاة المستخدمة في الواقع الافتراضي والتقاط الحركة. وبعد مقارنة الملاحظات في مؤتمر مطوري ألعاب المستهلكين، اتفق ستيف ومايك على التعاون لوضع معيار جديد للناقل التسلسلي العام الناشئ.
قبل ظهور أجهزة واجهة المستخدم البشرية حوالي عام 1995، كان من الضروري تثبيت برامج تشغيل خاصة لكل جهاز متصل بالحاسوب تقريبًا، وهو ما يعني أن على موردي الأجهزة تتبع إصدارات أنظمة التشغيل، وتقديم برامج تشغيل محدثة بانتظام لأجهزتهم، وتطوير برامج تشغيل لكل نظام تشغيل يرغبون في دعمه. في ذلك الوقت، كانت أي أجهزة جديدة، مثل عصي التحكم المصممة لأجهزة محاكاة الطيران المزودة بأزرار إضافية أو لوحات اتجاهات، تتطلب دعمًا برمجيًا ليس فقط من برنامج التشغيل، بل من كل لعبة تدعمها لتمكين عناصر تحكم جديدة، وبالتالي؛ فإن مطوري الأجهزة كان عليهم عبئا إضافيا متمثلًا في تمكين كل لعبة يرغبون في دعمها، بيد أن قدرة أجهزة واجهة المستخدم البشرية على وصف نفسها عبر واصف التقرير، أزالت هذا العبء من على عاتق مطوري الأجهزة ومطوري الألعاب. كما مكّن مفهوم واصف التقرير موردي أنظمة التشغيل من كتابة برنامج تشغيل مخصصة لأجهزة واجهة المستخدم البشرية تستوعب أي جهاز من أجهزة واجهة المستخدم البشرية يحلم به المورد تقريبًا، دون الحاجة إلى كتابة أو صيانة برنامج تشغيل لكل نظام تشغيل يرغبون في دعمه على حدة. وهكذا، فصلت فئة أجهزة واجهة المستخدم البشرية موردي الأجهزة عن موردي الألعاب وأنظمة التشغيل، مما مكّن موردي الأجهزة من الابتكار بشكل أسرع، وخفض تكاليف التطوير. يحدد مستند جدول استخدام أجهزة واجهة المستخدم البشرية الآلاف من عناصر التحكم التي يمكن لأجهزة واجهة المستخدم البشرية تقديمها. يمكن لمطوري الألعاب الاستعلام عن مُحلل أجهزة واجهة المستخدم البشرية الخاص بنظام التشغيل لتحديد مجموعة عناصر التحكم التي يُقدمها الجهاز، ثم ربطها بميزات لعبتهم. منذ إصداره الأصلي، أُضيفت مئات الاستخدامات الجديدة إلى وثيقة جدول استخدام أجهزة واجهة المستخدم البشرية.
لبروتوكول أجهزة واجهة المستخدم البشرية حدوده، لكن جميع أنظمة التشغيل الحديثة السائدة تتعرف على معيار الناقل التسلسلي العام لأجهزة واجهة المستخدم البشرية القياسية، مثل لوحات المفاتيح والفأرات، دون الحاجة إلى برنامج تشغيل مُتخصص. ومع ذلك، فقد ثبت تعدد استخدامات هذا المعيار، والذي لم يتم تحديثه على مدى أكثر من 22 عامًا، ولا يزال على الرغم من ذلك مدعومًا من جميع أجهزة الحواسب والأجهزة اللوحية والهواتف المحمولة في السوق اليوم. يمكن توصيل الناقل التسلسلي العام، ومن ثم أجهزة واجهة المستخدم البشرية مباشرةً، وعادةً ما تظهر عند تثبيتها رسالة على الشاشة تُفيد بأنه «تم التعرف على جهاز متوافق مع واجهة المستخدم البشرية». لا تظهر هذه الرسالة عادةً للأجهزة المتصلة بموصلات بي إس/2 سداسية الأطراف، والتي سبقت المسرى التسلسلي العام. لم يكن معيار بي إس/2 يدعم عادةً تقنية التوصيل والتشغيل، مما يعني أن توصيل لوحة المفاتيح أو الفأرة بالحاسوب عبر منفذ بي إس/2 لن يجعلها تعمل دائما عند تشغيل الحاسوب، بل ومن المُمكن أن يُشكل خطرًا على اللوحة الأم. وبالمثل، لم يكن معيار بي إس/2 يدعم بروتوكول أجهزة واجهة المستخدم البشرية. على عكس فئة النواقل التسلسلية العامة لواجهة المستخدم، والتي تدعم أجهزة واجهة المستخدم البشرية.
طُبّق بروتوكول أجهزة واجهة المستخدم البشرية على العديد من تقنيات نقل البيانات الأخرى بخلاف الناقل التسلسلي العام، مثل تثنية البلوتوث وتقنية آي تو سي. وهناك أيضًا عدد من ملحقات أجهزة واجهة المستخدم البشرية المُعرّفة في مستندات جدول الاستخدام المتكامل لأجهزة واجهة المستخدم البشرية، بما في ذلك مُزوّدات الطاقة غير القابلة للانقطاع، وأجهزة التحكم في شاشات الفيديو، وأجهزة نقاط البيع، وأجهزة الأركيد، وأجهزة الألعاب كآلات الحظ.